# Тан Сицзин
Тан Сицзин (кит. 唐茜靖; род. 3 января 2003 года) — китайская гимнастка, серебряный призёр Олимпийских игр 2020 в упражнениях на бревне, серебряный призёр чемпионата мира 2019 года (в абсолютном первенстве). Многократный призёр чемпионатов Китая.

## Карьера

### 2018
В командном зачёте (упражнения на бревне) завоевала золотую медаль на чемпионате Азии среди юниоров 2018 года (Джакарта, Индонезия). На чемпионате Китая выиграла бронзу в многоборье, серебро — в командном зачёте, а также заняла четвёртое место на брусьях.
На летних юношеских Олимпийских играх 2018 года (Буэнос-Айрес, Аргентина) выиграла золото на бревне, бронзу — на брусьях, заняла четвёртое место в многоборье и вольных упражнениях.

### 2019
На турнире City of Jesolo Trophy заняла второе место в команде и на брусьях, четвёртое — в многоборье. На чемпионате Китая заняла второе место в команде и в упражнениях на бревне, а четвёртое — в многоборье.
На чемпионате мира 2019 (Штутгарт, Германия) завоевала серебро в многоборье и четвёртое место в команде.

### 2020
На чемпионате Китая заняла второе место в команде и пятые места в многоборье и в вольных упражнениях.

### 2021
На летних Олимпийских играх 2020 завоевала серебряную медаль в упражнении на бревне, а также седьмые места в команде и в многоборье.